# Еліс Купер
Е́ліс Ку́пер (англ. Alice Cooper; справжнє ім'я Ві́нсент Де́ймон Фурньє́, англ. Vincent Damon Furnier; нар. 4 лютого 1948, Детройт) — «король жаху та майстер епатажу», американський рок-музикант та шоумен. У 2015 році разом з актором Джонні Деппом та Джої Перрі Еліс Купер утворив музичний супергурт під назвою Hollywood Vampires. Дебютний альбом гурту вийшов 11 вересня 2015 року.

## Біографія
Народився 4 лютого 1948 року у Детройті. Через декілька років родина переїхала до Фініксу (штат Аризона). У підлітковому віці Вінсент захоплювався фантастикою, сюрреалізмом, йому подобалась творчість Сальвадора Далі, все це надалі вплинуло на сценічні образи Еліса Купера. У підлітковому віці Вінсент познайомився з Гленом Бакстоном та Денісом Даневеєм, з якими заснував свою першу групу. Група в той час копіювала хіти відомих виконавців. 
У 1968 група міняє назву на «Alice Cooper» (за розповідями це ім’я з’явилось під час спіритичного сеансу, який влаштувала мати Вінсента та належало середньовічній відьмі). У тому ж році хлопці вирушили до Каліфорнії, де познайомились з Шепом Гордоном, який став менеджером групи та гітаристом Френком Заппою, який допоміг їм укласти контракт зі студією Straight records. Але перші два альбоми, витримані у стилі поп-рок особливого успіху не мали. Але в цей час з групою стався інцидент, який вплинув на всю подальшу творчість Еліса Купера. Це трапилось у 1969 році у Торонто, на фестивалі Rock-N-roll Revival, де група виступала перед 70 000 аудиторією. Ця пригода отримала назву «інцидент з куркою». Під час виступу групи на сцені опинилась курка, Вінсент взяв її та вважаючи, що коли він її підкине, вона полетить, кинув птаха у перші ряди. Курка приземлилась на глядачів, які роздерли її на шматки. Наступного дня газети написали, що Еліс Купер на сцені відірвав птаху голову та випив кров. Френк Заппа, дізнавшись про це рекомендував хлопцям не спростовувати ці чутки, що це призведе до зростання популярності групи. Тоді Еліс Купер зрозумів, в якому напрямку треба працювати, щоб сценічне шоу захоплювало глядачів, таким чином було покладено початок явищу, яке назвали шок-рок. 
Не знайшовши підтримки у каліфорнійської публіки, група у 1970 повернулась до Детройту, де їхні виступи сприймали дуже гарно. Успіх прийшов до групи у листопаді 1970, коли вийшов сингл «I'm Eighteen», з альбому «Love it to death», який став гімном тинейджерів. Цей, а також наступний альбом «Killer» отримали статус золотих. Водночас Еліс Купер починає демонструвати на сцені шоу, які принесли йому славу одного з найкращих шоуменів в історії рок-музики. На сцені проливались річки крові, з’являлись всілякі потвори, Елісу відрізали голову, вішали, страчували на електричному стільці тощо. Група вже була популярною, але справжній успіх прийшов після випуску альбому «School’s Out», який мав успіх по обидві сторони Атлантики. 
Діяльність групи була викликом суспільству, проти групи піднялася хвиля протесту серед церкви та громадських діячів, її концерти заборонили в Англії, а кліпи були зняті з ефіру. Наступна платівка «Billion Dollar Babies» стала найуспішнішою за всю історію групи. Альбом «Muscle of Love» теж мав успіх, але став останнім альбомом групи. Після його випуску Вінсент остаточно взяв собі псевдонім Еліс Купер та розпочав сольну кар’єру. Його перший альбом «Welcome to My Nightmare!», що розповідає про пригоди хлопчика Стівена, в якому Купер співпрацював з актором фільмів жахів Вінсентом Прайсом, вважається однією з найкращих робіт співака. 
Після цього у кар’єрі співака почався тривалий спад, який був обумовлений зловживанням алкоголем, насамперед пивом, яке співак споживав у великих кількостях. У 80-х співак продовжує випускати альбоми та знімається у декількох фільмах жахів. Успіх повертається до нього після виходу у 1989 році альбому «Trash». Співак і сьогодні продовжує виступати та випускає досить сильні альбоми.
У 2012 році знявся у кінофільмі Тіма Бартона «Похмурі тіні» (зіграв сам себе).

## Значення
Творчість Еліса Купера вплинула на всю індустрію рок-музики, особливо на такі жанри, як панк-рок та ґлем-рок, його сценічні дійства стали еталоном для декількох поколінь музикантів, що грають важкий метал. Дуже багато сучасних виконавців визнають вплив Еліса Купера на їхню музичну діяльність.

## Цікаві факти
В березні 2024 Данські вчені виявили копалину віком 190 мільйонів років і вирішили назвати її на честь американської рок-зірки, учасника Зали слави рок-н-ролу Еліса Купера - Serpula alicecooperi. Про це повідомила Данська геологічна асоціація.

## Дискографія
| №  | Назва                     | Рік випуску | Місце в чартах      | Місце в чартах      | Статус     |  |
| №  | Назва                     | Рік випуску | США                 | Велика Британія     | Статус     |  |
| -- | ------------------------- | ----------- | ------------------- | ------------------- | ---------- |  |
| 1  | Pretties for You          | 1969        | 193                 |                     |            |  |
| 2  | Easy Action               | 1970        | не потрапив у чарти | не потрапив у чарти |            |  |
| 3  | Love It to Death          | 1971        | 35                  | 28                  | платиновий |  |
| 4  | Killer                    | 1971        | 21                  | 27                  | платиновый |  |
| 5  | School’s Out              | 1972        | 2                   | 4                   | платиновий |  |
| 6  | Billion Dollar Babies     | 1973        | 1                   | 1                   | платиновий |  |
| 7  | Muscle of Love            | 1973        | 10                  | 34                  | золотий    |  |
| 8  | Welcome to My Nightmare   | 1975        | 5                   | 19                  | платиновий |  |
| 9  | Alice Cooper Goes to Hell | 1976        | 27                  | 23                  | золотий    |  |
| 10 | Lace and Whiskey          | 1977        | 42                  | 33                  |            |  |
| 11 | From the Inside           | 1978        | 68                  | 61                  |            |  |
| 12 | Flush the Fashion         | 1980        | 40                  | 96                  |            |  |
| 13 | Special Forces            | 1981        | 125                 | 96                  |            |  |
| 14 | Zipper Catches Skin       | 1982        | не потрапив у чарти | не потрапив у чарти |            |  |
| 15 | DaDa                      | 1983        | не потрапив у чарти | 93                  |            |  |
| 16 | Constrictor               | 1986        | 59                  | 41                  |            |  |
| 17 | Raise Your Fist and Yell  | 1987        | 73                  | 48                  |            |  |
| 18 | Trash                     | 1989        | 20                  | 2                   | платиновий |  |
| 19 | Hey Stoopid               | 1991        | 47                  | 4                   |            |  |
| 20 | The Last Temptation       | 1994        | 68                  | 6                   |            |  |
| 21 | Brutal Planet             | 2000        | 193                 | 38                  |            |  |
| 22 | Dragontown                | 2001        | 197                 |                     |            |  |
| 23 | The Eyes of Alice Cooper  | 2003        | 184                 | 112                 |            |  |
| 24 | Dirty Diamonds            | 2005        | 169                 | 89                  |            |  |
| 25 | Along Came a Spider       | 2008        | 53                  | 31                  |            |  |
| 26 | Welcome 2 My Nightmare    | 2011        |                     |                     |            |  |
| 27 | Paranormal                | 2017        |                     |                     |            |  |
| 28 | Detroit Stories           | 2021        |                     |                     |            |  |
| 29 | Road                      | 2023        |                     |                     |            |  |